# Jalani Sidek

Jalani Sidek, född 10 november 1963, är en idrottare från Malaysia som tog brons i badminton tillsammans med Razif Sidek vid olympiska sommarspelen 1992 i Barcelona.